# Decimus Laberius
Decimus Laberius, född omkring 105 f. kr., död 43 f. kr., var en romersk mimförfattare.
Julius Caesar tvingade att tävla mot Publilius Syrus i mimimprovisering. Laberius, som var adelsman, fann tävlingen mycket förnedrande, något som han senare kom att uttrycka i prologen till dikten. Fragment av hans texter finns i Comicorum romanorum fragmenta.